# Dili
Dili (portugalsko in tetumsko Díli, indonezijsko: Kota Dili) je glavno mesto Vzhodnega Timorja in s približno četrt milijona prebivalci širšega urbanega območja (po popisu leta 2015) največje mesto v tej državi v Jugovzhodni Aziji. Stoji ob severni obali otoka Timor in je politično ter gospodarsko središče Vzhodnega Timorja z najpomembnejšim pristaniščem.
Vzhodni Timor je ena najbolj katoliških držav na svetu in v Diliju stojijo številni verski objekti. Najpomembnejša znamenitost je 27 m visok kip Kristusa Kralja (Christo Rei), ki stoji na globusu, darilo vlade Indonezije ob 20. obletnici priključitve leta 1996, poleg njega pa še Stolnica brezmadežnega spočetja, ki je največja katoliška stolnica v Jugovzhodni Aziji. Zahodno od mesta je mednarodno letališče. Drugih pomembnejših znamenitosti ni; država je revna in tudi v Diliju so še vedno opazne posledice nasilnega procesa osamosvajanja od Indonezije ter kasnejših konfliktov.

## Zgodovina
Območje mesta so prvič naselili okrog leta 1520 portugalski izseljenci in misijonarji. Leta 1769 je Dili postal glavno mesto kolonije Portugalski Timor, ki je zaobjemala vzhodni del otoka, medtem ko je zahodna polovica spadala pod Nizozemsko vzhodno Indijo. Takšna ureditev je trajala skoraj dvesto let.

### Druga svetovna vojna
Leta 1939 so se za ozemlje pričeli aktivno zanimati Japonci. Vzpostavili so zračno pošto med Dilijem in Palavom, ki pa je bila le pretveza za izvidniške polete. Portugalska je s svojimi kolonijami na začetku vojne razglasila nevtralnost in sklenila diplomatski dogovor z zavezniki, da bo guverner Portugalskega Timorja zaprosil za vojaško pomoč le, če bo kolonija napadena. Kljub temu so se združene avstralsko-nizozemske sile 12. decembra 1939 izkrcale v Diliju da bi okrepile obrambo otoka, a razen guvernerjevega protesta ni bilo incidentov. Kasneje so se nizozemski vojaki umaknili na zahodni del da bi pomirili Portugalce, avstralske čete pa je zdesetkala malarija. Okrepitve naj bi prispele 20. decembra, a jih je prehitelo japonsko izkrcanje. Boji so naslednjih nekaj mesecev potekali na zahodu otoka. V noči na 20. februar so Japonci obstreljevali mesto v pripravi na novo izkrcanje in kasneje zasedli mesto ter preostali vzhodni del otoka kljub portugalski nevtralnosti. Avstralske sile so se po hudih bojih umaknile iz Dilija in pričele z gverilskimi akcijami proti okupatorjem v okolici, med katerimi so nekajkrat napadle tudi mesto. Evakuirali so jih decembra 1942, saj so Japonci okrepili svoje položaje, pod vplivom stalne propagande pa so se sčasoma na njihovo stran postavili tudi številni domačini.

### Novejša zgodovina
Po japonski kapitulaciji je bilo ozemlje 26. septembra 1945 vrnjeno Portugalski. 28. novembra 1975 je Vzhodni Timor po dogovoru z nekdanjimi kolonialnimi upravitelji razglasil neodvisnost, devet dni kasneje pa so ga zasedle indonezijske sile in ga priključile kot 27. provinco Indonezije. Težnje po neodvisnosti niso zamrle, zato so bili pogosti spopadi med indonezijsko vojsko in gverilskimi skupinami. 12. novembra 1991 je prišlo do znamenitega pokola v Diliju, ko so indonezijski vojaki streljali na protestnike na pokopališču Santa Cruz in jih več kot 2500 ubili. Konflikti so se nadaljevali do leta 1999, ko je Vzhodni Timor prešel pod nadzor Organizacije združenih narodov in leta 2002 dosegel polno neodvisnost.
Nasilje je znova močneje izbruhnilo leta 2006, ko je prišlo do upora nekdanjih vojakov, ki je prerasel v spopade med sprtimi stranmi, ki jih je spremljalo množično plenjenje in požiganje. V nemirih, ki so bili skoncentrirani predvsem v glavnem mestu, je bilo 5 ubitih, približno 21.000 prebivalcev pa je zapustilo svoje domove. Vlada je takrat zaprosila za mednarodno vojaško pomoč.

## Geografija

### Podnebje
Območje, kjer stoji Dili, je v pasu savanskega podnebja po Köppnovi podnebni klasifikaciji.
| Podnebni podatki za Dili (1914–1963)  | Podnebni podatki za Dili (1914–1963) | Podnebni podatki za Dili (1914–1963) | Podnebni podatki za Dili (1914–1963) | Podnebni podatki za Dili (1914–1963) | Podnebni podatki za Dili (1914–1963) | Podnebni podatki za Dili (1914–1963) | Podnebni podatki za Dili (1914–1963) | Podnebni podatki za Dili (1914–1963) | Podnebni podatki za Dili (1914–1963) | Podnebni podatki za Dili (1914–1963) | Podnebni podatki za Dili (1914–1963) | Podnebni podatki za Dili (1914–1963) | Podnebni podatki za Dili (1914–1963) |
| Mesec                                 | Jan                                  | Feb                                  | Mar                                  | Apr                                  | Maj                                  | Jun                                  | Jul                                  | Avg                                  | Sep                                  | Okt                                  | Nov                                  | Dec                                  | Letno                                |
| ------------------------------------- | ------------------------------------ | ------------------------------------ | ------------------------------------ | ------------------------------------ | ------------------------------------ | ------------------------------------ | ------------------------------------ | ------------------------------------ | ------------------------------------ | ------------------------------------ | ------------------------------------ | ------------------------------------ | ------------------------------------ |
| Rekordno visoka temperatura °C        | 36.0                                 | 35.5                                 | 36.6                                 | 36.0                                 | 35.7                                 | 36.5                                 | 34.1                                 | 35.0                                 | 34.0                                 | 34.5                                 | 36.0                                 | 35.5                                 | 36.6                                 |
| Povprečna visoka temperatura °C       | 31.3                                 | 31.1                                 | 31.2                                 | 31.5                                 | 31.3                                 | 30.7                                 | 30.2                                 | 30.1                                 | 30.3                                 | 30.5                                 | 31.4                                 | 31.1                                 | 30.9                                 |
| Povprečna dnevna temperatura °C       | 27.7                                 | 27.6                                 | 27.4                                 | 27.4                                 | 27.0                                 | 26.8                                 | 25.5                                 | 25.1                                 | 25.4                                 | 26.0                                 | 27.2                                 | 27.4                                 | 26.6                                 |
| Povprečna nizka temperatura °C        | 24.1                                 | 24.1                                 | 23.5                                 | 23.5                                 | 22.8                                 | 21.9                                 | 20.8                                 | 20.1                                 | 20.5                                 | 21.5                                 | 23.0                                 | 23.6                                 | 22.4                                 |
| Rekordno nizka temperatura °C         | 19.0                                 | 16.2                                 | 16.5                                 | 18.2                                 | 13.2                                 | 14.5                                 | 12.4                                 | 11.8                                 | 13.4                                 | 16.1                                 | 18.0                                 | 16.7                                 | 11.8                                 |
| Povprečna količina padavin mm         | 139.5                                | 138.7                                | 132.7                                | 104.3                                | 74.9                                 | 58.4                                 | 20.1                                 | 12.1                                 | 9.0                                  | 12.8                                 | 61.4                                 | 144.9                                | 908.8                                |
| Povp. št. dni s padavinami (≥ 1.0 mm) | 13                                   | 13                                   | 11                                   | 9                                    | 6                                    | 4                                    | 3                                    | 1                                    | 1                                    | 2                                    | 6                                    | 11                                   | 80                                   |
| Povprečna relativna vlažnost (%)      | 80                                   | 82                                   | 80                                   | 77                                   | 75                                   | 72                                   | 71                                   | 70                                   | 71                                   | 72                                   | 73                                   | 77                                   | 75                                   |
| Povp. št. sončnih ur                  | 189.1                                | 161.0                                | 235.6                                | 234.0                                | 266.6                                | 246.0                                | 272.8                                | 291.4                                | 288.0                                | 297.6                                | 270.0                                | 220.1                                | 2.972,2                              |
| Povp. št. sončnih ur na dan           | 6.1                                  | 5.7                                  | 7.6                                  | 7.8                                  | 8.6                                  | 8.2                                  | 8.8                                  | 9.4                                  | 9.6                                  | 9.6                                  | 9.0                                  | 7.1                                  | 8.1                                  |
| Vir: Deutscher Wetterdienst           |                                      |                                      |                                      |                                      |                                      |                                      |                                      |                                      |                                      |                                      |                                      |                                      |                                      |

## Mednarodne povezave
Dili ima uradne povezave (pobratena/sestrska mesta oz. mesta-dvojčki) z naslednjimi kraji po svetu:
- Canberra, Avstralija
- Coimbra, Portugalska
- Darwin, Avstralija
- Macau, Ljudska republika Kitajska
- Manila, Filipini
- Okinava, Japonska
- Barcelona, Španija
- São Paulo, Brazilija
- Sydney, Avstralija